# خلة المية
خلة المية بلدة فلسطينية تقع على بعد تسعة كيلومترات جنوب مدينة الخليل وأربعة كيلومترات شرق مدينة يطا. تقع البلدة في محافظة الخليل جنوب الضفة الغربية. وفقاً للجهاز المركزي للإحصاء الفلسطيني، كان عدد سكان القرية 1,412 نسمة في عام 2007. في القرية عيادة رعاية صحية أولية من المستوى الثاني تتبع وزارة الصحة الفلسطينية. 

## مساحتها
تمتد مساحة التجمع إلى أكثر من 25000 دونم، وغالبية الأراضي تصنف على أنها منطقة "ج". وتشمل المخططات الهيكلية للهيئة المحلية مساحة 3338 دونم تقريبًا، وتغطي هذه المخططات الأراضي السكنية والمواصلات والصناعية والتجارية والعامة. ويشمل المخطط أيضًا مناطق جديدة للتطوير وزيادة رقعة الأراضي واستخداماتها.

## تجمع قرى خلة المية
يضم التجمع ست قرى هي (خلة المية، الديرات، إرفاعية، أم لصفا، البويب، أم الشقحان)، وتصنف حوالي 75% من أراضيه على أنها أراضي منطقة C. وفيما يلي نبذة مختصرة عن التجمعات: 

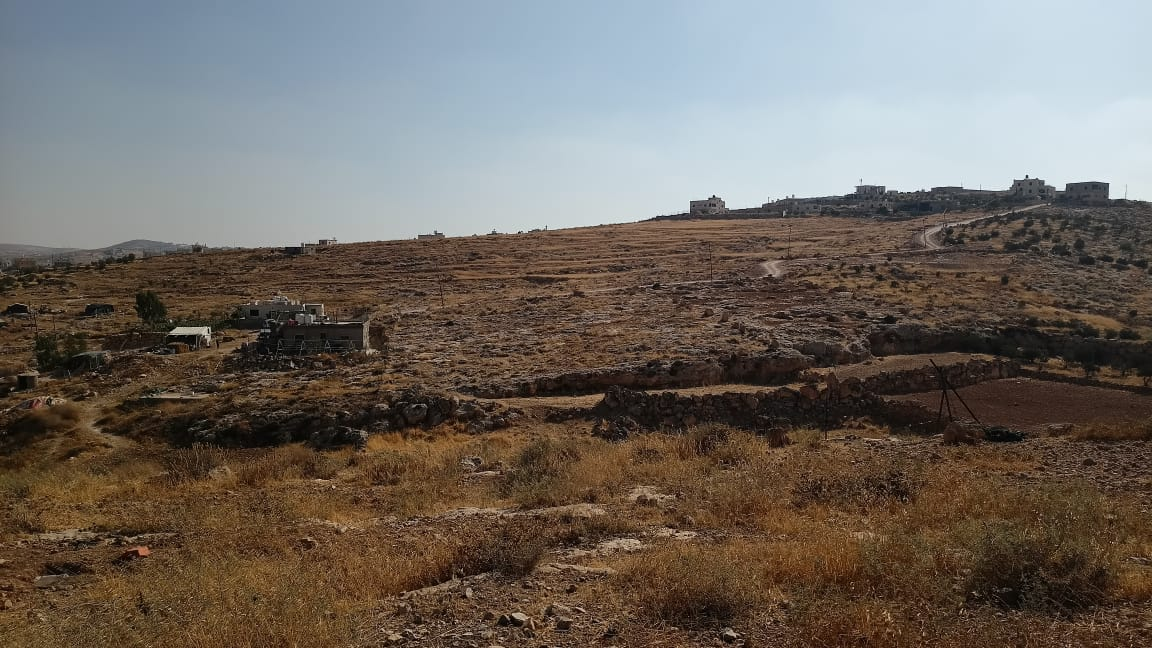
أحد تجمعات خلة المية، شرق مدينة يطا.

قرية خلة الميةتقع في منطقة يطا بمحافظة الخليل جنوب مدينة الخليل بحوالي 12 كيلومترًا. يحدها من الشرق قرية أم لصفا، ومن الشمال قرية قرنة الرأس والخط الالتفافي، ومن الغرب قرية الحديدية، ومن الجنوب بلدة الكرمل. يبلغ عدد سكانها حوالي 3200 نسمة، وتصنف على أنها منطقة ريفية. وتضم القرية إداريًا ست تجمعات هي (خلة المية، الديرات، إرفاعية، أم لصفا، البويب، أم الشقحان)، ويتألف سكانها من عدة عائلات منها: أبو فنار، نجار، غافي (حوشية)، جبور، وأبو حميد.
قرية أم لصفا
تقع في منطقة يطا بمحافظة الخليل جنوب مدينة الخليل بحوالي 13 كيلومترًا. يحدها من الشرق التجمعات البدوية، ومن الشمال قرية الديرات وقرية الرفاعية، ومن الغرب قرية خلة المية، ومن الجنوب بلدة الكرمل. يبلغ عدد سكانها حوالي 2150 نسمة، وتصنف على أنها منطقة ريفية. وتضم القرية إداريًا أربع تجمعات أخرى، وهي مراح سمور، عميرة، شعب الصوص، وخلة قيزان، ويتألف سكانها من عدة عائلات منها: أبو حميد، قرعيش، عوض.
قرية البويب
 تقع في منطقة يطا بمحافظة الخليل جنوب شرق مدينة الخليل بحوالي 10 كيلومترات. يحدها قرية عرب الكعابنة من الشرق، وبلدة بني نعيم من الشمال، وقرية زيف وقرية حريز من الغرب، وقرية الرفاعية وقرية الديرات من الجنوب. يبلغ عدد سكانها حوالي 1000 نسمة، وتصنف على أنها منطقة ريفية. يتألف سكانها من عدة عائلات منها: الدعاجنة، العزازمة، أبو قويدر، أبو سنينة، أبو شخيدم، والجماعين.
قرية الديرات
 تقع في منطقة يطا بمحافظة الخليل جنوب شرق مدينة الخليل بحوالي 12 كيلومترًا. يحدها بلدة بني نعيم من الشرق، وقرية الرفاعية من الشمال، وقرية أم لصفا من الغرب، والتجمعات البدوية من الجنوب. يبلغ عدد سكانها حوالي 1200 نسمة، وتصنف على أنها منطقة ريفية. يتألف سكان الديرات من عدة عائلات منها: العدرة، الحمامدة، مسعف، ومحمد.
قرية الرفاعية
 تقع في منطقة يطا بمحافظة الخليل شرق بلدة يطا على بعد حوالي 7 كيلومترات. يحدها قرية الديرات من الشرق، وقرية البويب من الشمال، وقرية خلة المية من الغرب، وقرية أم لصفا من الجنوب. يبلغ عدد سكانها حوالي 700 نسمة، وتصنف على أنها منطقة ريفية. يتألف سكان الرفاعية من عائلة واحدة هي العمور.
قرية أم الشقحان
 تقع في منطقة يطا بمحافظة الخليل شرق بلدة يطا على بعد 5 كيلومترات. يحدها قرية الرفاعية من الشرق، وقرية البويب من الشمال، وسهل واد الما من الغرب، وخلة المية من الجنوب. يبلغ عدد سكانها حوالي 800 نسمة، وتصنف على أنها منطقة ريفية.

## وصلات خارجية
- ملف قرية خلة المية، معهد الأبحاث التطبيقية - القدس (أريج)
- صورة جوية للقرية.